# تان‌فو
تان‌فو (به ویتنامی: Xã Thạnh Phú) یک قصبه در ویتنام است که در استان کاماو واقع شده‌است.